# PGC 64652
LEDA/PGC 64652, auch UGC 11555, ist eine Spiralgalaxie vom Hubble-Typ Sbc im Sternbild Adler am Nordsternhimmel. Sie ist schätzungsweise 224 Millionen Lichtjahre von der Milchstraße entfernt und hat einen Durchmesser von etwa 105.000 Lichtjahren. Vom Sonnensystem aus entfernt sich das Objekt mit einer errechneten Radialgeschwindigkeit von näherungsweise 4.800 Kilometern pro Sekunde. Gemeinsam mit NGC 6906 und PGC 64638 bildet sie die kleine NGC 6906-Gruppe oder LGC 435.
Im selben Himmelsareal befinden sich unter anderem die Galaxien PGC 214744, PGC 1284313, PGC 1288939.